# غاكوشي أوتا
غاكوشي أوتا (باليابانية: 太田 岳志) (26 ديسمبر 1990 في كوانا في اليابان – )؛ هو لاعب كرة قدم ياباني سابق كان يلعب كحارس مرمى.

## وصلات خارجية
- غاكوشي أوتا على موقع رابطة كرة القدم اليابانية للمحترفين (اليابانية)
- غاكوشي أوتا على موقع قاعدة بيانات كرة القدم.إي يو (الإنجليزية)
- غاكوشي أوتا على موقع Soccerway.com (الإنجليزية)
- غاكوشي أوتا على موقع عالم كرة القدم.نت (الإنجليزية)